# Wrath of Man
Wrath of Man (Despierta la furia en España, Justicia implacable en Hispanoamérica) es una película de suspense y acción escrita y dirigida por Guy Ritchie, basada en la película francesa de 2004 Le Convoyeur, de Nicolas Boukhrief. Es la cuarta colaboración como director de Ritchie con el actor Jason Statham, después de Lock, Stock and Two Smoking Barrels (1998), Snatch (2000) y Revolver (2005).

## Argumento
La película está dividida en cuatro partes, y cada capítulo gira en torno a un acontecimiento principal que desencadena una reacción en cadena. Comenzando con "Un espíritu oscuro", un camión blindado es asaltado por individuos fuertemente armados y vestidos de trabajadores de la construcción. Dos guardias y un civil son asesinados durante el robo.
Cinco meses después del robo, un misterioso Patrick Hill se presenta a Fortico Security, una empresa de furgones blindados. En su entrevista, su futuro superior, Terry, le elogia por sus referencias y le advierte del robo. A continuación, Hill es presentado a Bullet, que le apoda "H" y supervisa su entrenamiento y las pruebas de calificación. "H" consigue a duras penas pasar las pruebas y tiene un comienzo difícil con sus nuevos compañeros, especialmente con "Boy Sweat" Dave. En su primer día de entrenamiento oficial, "H", Dave y "Bullet" son asignados a la misma camioneta. Dave, que tiene una actitud de "nosotros somos la presa" sobre el trabajo, le cuenta a "H" más sobre el robo donde los guardias fueron asesinados. Le revela que se suponía que iba a conducir la camioneta, pero que ese día había llamado para decir que estaba enfermo.
Durante una recogida de entrenamiento, "Bullet" es tomado como rehén, y los secuestradores exigen los 2 millones de dólares que hay en su camión. Dave entra en pánico, pero "H" le convence de que conduzca para salvar a "Bullet". Cuando "H" y Dave se encuentran con los secuestradores, "H" se deshace rápidamente de ellos con una puntería experta, a pesar de sus mediocres habilidades de tiro de sus pruebas de calificación. Los investigadores de la policía asignados al robo interrogan a "H" sobre sus verdaderas habilidades frente a su entrenamiento. Luego le piden que vea las imágenes de seguridad del robo mencionado anteriormente para ver si cree que los dos crímenes están conectados. "H" niega la conexión y le devuelven a Terry. Terry trata de dar a "H" trabajo de escritorio durante un mes en caso de trastorno de estrés postraumático hasta que el director general de Fortico viene a agradecer personalmente a "H", permitiéndole seguir trabajando en el campo.
Más tarde, los investigadores de la policía identifican a "H" ante su superior, el agente del FBI King, como alguien a quien el Buró había estado buscando durante 25 años. Sin embargo, King les dice que dejen a "H" libre de culpa y "dejen que el pintor pinte". Como resultado del intento de robo, muchos de los compañeros de trabajo de "H" creen ahora que es un héroe. En lo que parece ser su habitación de hotel más tarde esa noche, "H" recibe la visita de una mujer que le da los archivos de los empleados de Fortico, fotos de la familia de su compañero de trabajo Dana Curtis y un informe de la autopsia. "H" revisa una copia de las imágenes del robo que le mostraron los investigadores de la policía.
En una recogida posterior de rutina con sólo "H" y "Bullet", el camión es atacado de nuevo. "H" se enfrenta a los atracadores después de que éstos inunden el camión blindado con gas lacrimógeno, y se retiran rápidamente después de que uno de los atracadores vea la cara de "H". Terry no cree su historia, pensando que ahora es un psicópata. El director general de Fortico, sin embargo, elogia a "H" una vez más y lo manda a paseo. Más tarde, "H" se acuesta con Dana y la retiene a punta de pistola para interrogarla sobre un alijo de dinero privado que encuentra. Ella afirma que una vez robó dinero de una licorería para ahorrar para la jubilación. "H le perdona la vida, pero le amenaza con más repercusiones si se entera de que le oculta otra información.
La segunda parte, titulada "Scorched Earth", comienza con un flashback cinco meses antes. "H" está de paseo con su hijo Dougie cuando accede a regañadientes a una llamada de trabajo en la que le piden que ayude en el reconocimiento de una ruta de camiones blindados. "H" inventa una excusa para comprar unos burritos en un camión de comida y se detiene al otro lado del puente del depósito de Fortico. Dougie se queda en el coche mientras él sale. Mientras espera junto al camión de comida, "H" llama a su subordinado para confirmar la ruta del camión. Cuando el camión blindado pasa por debajo del puente, es atacado por los obreros de la construcción disfrazados y fuertemente armados, que matan a los guardias por intentar defenderse, así como a Dougie por presenciar la cara de Jan. Cuando "H" corre hacia ellos, también es abatido pero sobrevive. Tres semanas después, "H" se despierta en un hospital tras una operación que le ha salvado la vida y se entera de la muerte de su hijo. Está totalmente conmocionado y no muestra apenas emociones, ni siquiera cuando su mujer afirma que la muerte de su hijo fue culpa suya y le abandona.
"H" se reúne con el agente del FBI King y le pide información. King tiene una lista de posibles sospechosos que el FBI también está investigando, sin saber a quién busca "H". King le dice a "H" que puede hacer lo que quiera, pero que considere que sólo puede hacer la vista gorda durante un tiempo. Entonces se revela que "H" es Hargreaves Mason, el jefe de un sindicato del crimen. Los subordinados directos de su sindicato -Mike, Brendan y Moggy- son los hombres que realizarán el segundo ataque al camión de caudales de "H". "H" exige encontrar el rostro específico responsable del disparo. Sus hombres afirman que ya han empezado a buscar, abrasando la tierra en busca de justicia, pero aún no han encontrado al culpable. Tras agotar su lista de sospechosos y no encontrar ninguna pista posible, dejando una carnicería a su paso, Mike sugiere que el robo fue un trabajo interno. "H" dice que volará de vuelta a Londres para aclarar su mente. En su lugar, consigue que un contacto local, Kirsty, le proporcione la identidad falsificada de Patrick Hill, lo aloje en un hotel y localice el informe de la autopsia de la muerte de Dougie.
En la tercera parte, "Animales malos, malos", conocemos a un aburrido ex pelotón militar formado por Carlos, Sam, Brad, Tom y Jan, comandados por su jefe de pelotón Jackson. Luchando por llegar a fin de mes, la mayoría desempleados o con trabajos mal pagados, el grupo decide empezar a robar dinero en atracos cada vez más ambiciosos. Los atracos son planeados con gran detalle por Jackson y Tom, mientras mantienen la fachada de vidas ordinarias con familias, excepto Jan; él parece ser la oveja negra del grupo, mostrando poco respeto por Jackson y quejándose de todo, desde cómo se divide el dinero hasta lo que pueden comprar con sus acciones. En el primer intento de robar a un hombre rico para el que Carlos trabaja como seguridad sólo consiguen unos cientos de miles de dólares. A continuación, deciden utilizar sus contactos en empresas de camiones blindados para robar millones de dólares. Cada atraco conlleva un aumento de la riqueza y de los costes. Cuando llevan a cabo el atraco a Fortico, Jan se revela como el que mata a los guardias y a Dougie en contra de los deseos del resto del equipo.
La última parte, titulada "Pulmones, hígado, bazo, corazón", se sitúa en el presente. Jackson y Tom reúnen al equipo para un atraco final mucho más grande, pero más arriesgado, para robar más de $150 millones de dólares del depósito de Fortico en el Viernes Negro. "H" y "Bullet" van juntos cuando "Bullet" revela que es el infiltrado de los ladrones y le pide a "H" que coopere para evitar la muerte. Cuatro de los ladrones, vestidos con chalecos antibalas, se esconden en el camión para acceder al depósito mientras Jackson y Tom toman un vehículo negro detrás de ellos. Su objetivo es mantener la escena sin dramas, abrir la puerta para que entre el vehículo de Jackson y vaciar el depósito antes de que llegue el SWAT 8 minutos después. Una vez que el camión de los rehenes entra con éxito en el depósito, toman rehenes, entre ellos Terry y Dave. Dana y otros dos trabajadores llamados Stuart y Shirley se encuentran en la parte trasera de otro camión, sin ser conscientes de la situación que les rodea. Los ladrones exigen que se abra la puerta, pero un trabajador, John, activa la alarma. Los trabajadores que están detrás del mostrador de armas comienzan a disparar a los ladrones, pero son rápidamente sometidos. Dejan entrar a Jackson y Tom y empiezan a coger el dinero. Dana y Stuart ya han llamado a la policía, pero Shirley no puede permanecer escondida y decide empezar a disparar a pesar de las protestas de los demás.
En la conmoción, "H" ahoga a Carlos y libera a Terry y a Dave. Toma la armadura de Carlos para defenderse, inspirando a Dave a hacer lo mismo mientras Terry se esconde. Al darse cuenta de que tal vez no logren salir, "Bala" rompe su cobertura y mata a Dave, Dana y los guardias restantes. Dispara a "H" en último lugar y lo deja morir. "Bullet, Jackson y Jan son los únicos que consiguen salir del depósito, aunque Jackson está gravemente herido. Evaden a la policía y llegan a un garaje donde tienen acceso a los túneles subterráneos. Creyendo que Jan intentará matarlos, Jackson saca una pistola, pero Jan lo detiene y le corta el cuello. Cuando Jan y "Bullet" llegan al final del túnel, "Bullet" saca una pistola para matar a Jan, pero éste lo mata primero. Jan consigue huir con todo el dinero antes de que la policía pueda deducir lo sucedido.
En el apartamento, Jan encuentra un teléfono sonando en una de las bolsas de dinero, que fue plantado allí por "H" para rastrear su ubicación. "H" confronta a Jan con el informe de la autopsia de Dougie antes de dispararle en los mismos lugares en los que Dougie fue disparado. "H" entrega el dinero a su contacto del FBI y se marcha con Mike.

## Reparto
- Jason Statham como Patrick "H" Hills/Heargraves
- Holt McCallany como Halden "Bullet" Blaire
- Rocci Williams como "Hollow" Bob Martin
- Josh Hartnett como "Boy Sweat" Dave Hanson
- Jeffrey Donovan como Jackson
- Scott Eastwood como Jan
- Laz Alonso como Carlos
- Andy García como Agente King
- Raúl Castillo como Sam
- DeObia Oparei como Brad
- Eddie Marsan como Terry
- Post Malone como Ladrón
- Niamh Algar como Dana Curtis
- Chris Reilly como Tim

## Producción
En octubre de 2019 se anunció que Guy Ritchie estaba escribiendo y dirigiendo una nueva versión en inglés de la película ''Le Convoyeur'' de 2004, con Jason Statham como protagonista. Holt McCallany se unió a finales de mes. El rodaje comenzó en noviembre entre Los Ángeles y Londres, Scott Eastwood, Jeffrey Donovan, Laz Alonso, Josh Hartnett y Niamh Algar se agregaron al elenco, y Metro-Goldwyn-Mayer asumió la distribución nacional de la película. En enero de 2020 se sumó al elenco Raúl Castillo.

## Estreno
La película se estrenó internacionalmente en varios países, a partir del 22 de abril de 2021, entre ellos Rusia, Nueva Zelanda, Australia y Alemania. Posteriormente se estrenó en Estados Unidos el 7 de mayo de 2021 y está previsto que se estrene en China en mayo. En un principio, la película se iba a estrenar en Estados Unidos el 15 de enero, pero se retiró debido a la pandemia de COVID-19. Más tarde se reprogramó para el 23 de abril, antes de ser retrasada al 7 de mayo.

## Recepción

### Taquilla
Hasta el 24 de mayo de 2021, la película ha recaudado 19,1 millones de dólares en Estados Unidos y Canadá, y 52,2 millones de dólares en otros territorios, para un total mundial de 71,3 millones de dólares.
En Estados Unidos, la película recaudó 3 millones de dólares en 2.875 cines en su primer día de estreno, incluyendo 500.000 dólares en los preestrenos del jueves por la noche. A continuación, se estrenó con 8,1 millones de dólares, encabezando la taquilla. Los hombres constituyeron el 60% de la audiencia total, siendo el 72% mayores de 25 años. En su segundo fin de semana, la película cayó un 55% hasta los 3,7 millones de dólares, quedando en segundo lugar detrás de la recién llegada Spiral.
En su fin de semana de estreno en Australia, la película recaudó 1,34 millones de dólares. También consiguió 201.000 dólares en Nueva Zelanda y 3,79 millones en Rusia. En su tercer fin de semana de estreno internacional, la película consiguió 13,5 millones de dólares, así como 18,5 millones en su fin de semana de estreno en China.

### Crítica
Wrath of Man recibió reseñas generalmente positivas de parte de la crítica y la audiencia. En el sitio web especializado Rotten Tomatoes, la película posee una aprobación de 66%, basada en 233 reseñas, con una calificación de 6.3/10, y con un consenso crítico que dice: "Luchando solo lo suficiente contra su delgado argumento, Wrath of Man ve a Guy Ritchie y Jason Statham reunirse para un viaje divertido y lleno de acción." De parte de la audiencia tiene una aprobación de 86%, basada en más de 2500 votos, con una calificación de 4.2/5.
El sitio web Metacritic le dio a la película una puntuación de 57 de 100, basada en 36 reseñas, indicando "reseñas mixtas o promedio". Las audiencias encuestadas por CinemaScore le otorgaron a la película una "A-" en una escala de A+ a F, mientras que en el sitio IMDb los usuarios le asignaron una calificación de 7.2/10, sobre la base de 90 828 votos. En la página web FilmAffinity la cinta tiene una calificación de 6.5/10, basada en 3699 votos.